# バーニングライバル
『バーニングライバル』（Burning Rival）は、セガが1993年7月にリリースしたアーケードゲームである。当時のセガが開発していた中で最も高い2D性能を持つシステム32上で開発された2D格闘ゲームとして発売された。第2AM研究開発部（SEGA-AM2の前身）の開発であり、鈴木裕公式サイトによれば、プロデュースを務めているとある。

## 特徴
点数システムが特殊である。敵に技をヒットさせたときだけではなく、ガードさせたとき（通常技、必殺技問わず）にも点数が入る。『ゲーメスト』のハイスコア集計では、手数の多い技を持つジャクスンのスコアが、他のキャラクターと比較して突出していた。
対人対戦時のいわゆる対戦デモ（音声で「○○VS××」）では、キャラクター名ではなく、そのキャラクターの属性（例：アーノルドは「Karate Master」、飛鳥は「Ninja Girl」など）で呼ばれる。

## あらすじ
アメリカの中級都市、ディスティニイシティで数年に一度行われるルール無用の格闘大会に、世界中の猛者たちが集った（オープニングデモより）。

## 操作方法
1レバー、6ボタンで操作する。レバーでガードを行い、1・2・3ボタンがパンチ、4・5・6ボタンがキックとなる。
パンチの3ボタンは旧JAMMA規格のPUSH1 - 3で、キックの3ボタンは拡張I/Oボード(837-7968 I/O BD)を使用する。

## 特殊コマンド
箱投げ
サンタナとビルのみが使用できる。ステージ背景にある木箱の前でしゃがみ、パンチボタンを3つ同時押しすることで、相手に箱を投げつけることができる。
ボタン溜め押し
ミスター陳と真幻とビルが使用できる。中パンチボタンか強パンチボタンを溜め押しして、投げ間合いで相手側にレバーを入れながらボタンを離すことで、特殊な投げ技を出すことができる。

## キャラクター
アーノルド（Arnold）
声 - フランシス・シルバ
空手家。自らの師匠を殺めてしまい、それを悔いて修行の旅に出ている。
ビル（Bill）
声 - 光吉猛修
かつてはアメフトの選手だったが、今は闇世界の用心棒をしている。
クレイズ（Craze）
声 - 木村進
名うてのストリートファイターであり、自分の力を試すためにこの大会に出場する。
ジャクスン（Jackson）
声 - 名越稔洋
ムエタイ選手、現在はキックボクシングのチャンピオン。
ミスター陳（Mr.Chin）
声 - 津曲健仁
ラーメン店の店主。優勝賞金で自分の店を改装しようと画策中。
サンタナ（Santana）
声 - グレッグ・イアウィン
覆面レスラー。妹の治療費を稼ぐためにこの大会に出場する。
真幻（Shingen）
声 - 高木保浩
鎧と兜を付けた武士の亡霊。なぜ、この大会に出場したのかは不明（真相はエンディングで明かされる）。最終ボスに色違い（1Pカラーか彼以外のキャラクターの時は2Pカラー、2Pカラーの時は茶色）が登場するが、強さや使用技に特に違いは無い。
飛鳥（Asuka）
声 - 伊藤はるか
くの一。修行中に行方不明となった兄を捜し、世界を渡り歩いている。